# Dmitrij Tolstoj

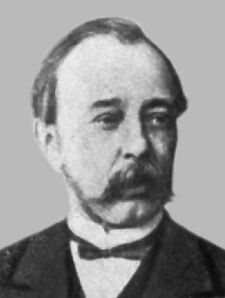
Dmitrij Tolstoj.

Dmitrij Andrejevitj Tolstoj (ryska: Дмитрий Андреевич Толстой), född 13 mars (gamla stilen: 1 mars) 1823 i Moskva, död 7 maj (gamla stilen: 25 april) 1889 i Sankt Petersburg, var en rysk greve och statsman. 
Tolstoj blev 1865 överprokurator för Heliga synoden och var 1866-80 dessutom minister för folkupplysningen; från 1882 till sin död tjänstgjorde han som inrikesminister och chef för gendarmeriet. Som undervisningsminister genomförde han läroverksreformen 1871, varigenom de klassiska språkens studium fick överhand i gymnasierna och blev obligatoriskt för studentexamen. Dessutom grundlade han det historisk-filologiska institutet i Sankt Petersburg 1867, lantbruksinstitutet i Novaja Alexandria (guvernementet Cherson) 1869, ryska filologiska seminariet i Leipzig 1875 jämte flera klassiska lyceer. Dessutom omorganiserade han prästseminarierna. År 1882 blev han president för ryska vetenskapsakademin. Han författade ett historiskt arbete om Rysslands finansiella institution till Katarina II (1848) och Le catholicisme romain en Russie (1863-64).